# Wielka Casablanca

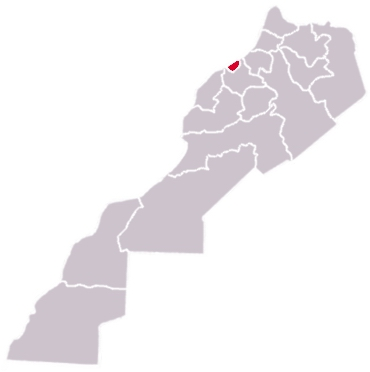
Region na mapie kraju

Wielka Casablanca (arab. جهة الدار البيضاء الكبرى) to region w Maroku, w północnej części kraju. Ludność w regionie wynosiła w 2004 roku 3 631 061 mieszkańców na powierzchni 1615 km². Stolicą regionu jest Casablanca.